# Нотіомастодон
Нотіомастодон (Notiomastodon) — рід викопних хоботних (Proboscidea), що належить до вимерлої родини гомфотерієвих (Gomphotheriidae). Був поширений в Південній Америці у плейстоцені (1,81-0,78 млн років тому).

## Опис

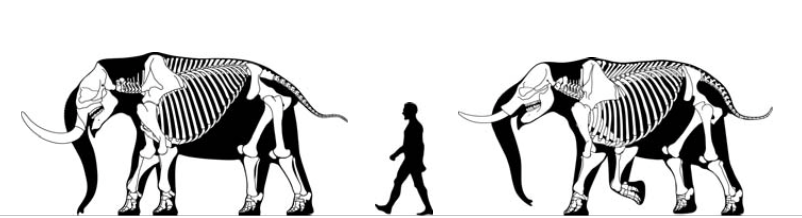
Порівняння розмірів стегомастодона (ліворуч) та нотіомастодона (праворуч) із розмірами людини

Описаний по викопному кістяку 35-річного самця, що знайдений у департаменті Тариха на півдні Болівії. За розрахунками цей самець був 2,52 м заввишки та важив 4,4 т.

## Класифікація
Рід описаний у 1929 році Анхелем Кабрерою. У 1988 році рід ідентифіковано як представника родини гомфотерієві (Gomphotheriidae).